# A Menina do Lado
A Menina do Lado é um filme brasileiro, do gênero drama, dirigido por Alberto Salvá e lançado em 1987. Trouxe nomes como Reginaldo Faria, Sérgio Mamberti e Débora Duarte no elenco. Marcou a estreia de Flávia Monteiro como atriz.

## Sinopse
Mauro (Reginaldo Faria) é um jornalista, casado e de meia idade, que aluga uma casa em uma praia da pacata localidade de Búzios, então distrito do município de Cabo Frio, Estado do Rio de Janeiro, para conseguir se inspirar e terminar de escrever seu livro. Lá ele conhece e se apaixona pela adolescente Alice (Flávia Monteiro), que vive sozinha em uma casa vizinha a sua.

## Elenco
- Flávia Monteiro .... Alice
- Reginaldo Faria .... Mauro
- Sérgio Mamberti .... Paulo Maurício
- Débora Duarte... Mãe de Alice
- Adriano Reys...Lourenço
- John Herbert...Padrasto de Alice
- Tânia Scher...Mulher de Mauro
- Vanessa Jardim
- Lídia Mattos
- Roney Villela...Filho de Mauro
- Helena Arras...Namorada do filho do Mauro

## Produção
Foi o primeiro trabalho de Flávia Monteiro (uma adolescente na época) como atriz. Ela foi lançada por Alberto Salvá após um concurso que envolveu 219 candidatas. Na época, Flávia sequer tinha experiência de vida amorosa ou sexual e teve que interpretar uma adolescente que tem um caso com um intelectual de 45 anos.
| “               | Com a minha assistência, tive que encenar algumas cenas de amor para ela, porque quando alguém não tem vivência é preciso despertar pelo menos o "sentimento" feminino. Acho que no fundo todos têm essas coisas dentro de si, principalmente as mulheres. Então eu diria que precisávamos fazer a Flávia 'lembrar' como é que no ato a mão de uma mulher segura a nuca de um homem, ou como seu olhar se esgazeia de prazer. | ” |
| — Alberto Salvá | |   |

De acordo com o diretor, os pais de Flávia tiveram "compreensão e confiança" para deixar a equipe do filme trabalhar "num total à vontade".
Por sua vez, Flávia disse que pediu conselhos técnicos a Reginaldo Faria sobre as cenas de sexo: "Sabe como é. Não tenho nenhuma prática no assunto", disse, na época.
| “                           | No início foi difícil porque, além de nunca ter sido atriz, o Reginaldo era 'aquele galã da TV' e eu não sabia nada de sexo | ” |
| — Flávia Monteiro, em 1988, | |   |

Flávia contou com o auxílio da roteirista Elisa Tolomelli, que praticamente dirigia a jovem. A atriz contou em 2005 que foi instruída a correr de um lado para o outro para que a respiração ficasse mais ofegante.
Tom Jobim assinou a trilha sonora do filme.

## Estreia
Foi exibido no Rio de Janeiro durante o 4º FestRio, em novembro de 1987. Chegou aos cinemas cariocas em 3 de março de 1988.
O filme foi exibido no Festival de Gramado de 1988, com Reginaldo Faria vencendo como melhor ator e Flávia Monteiro como atriz coadjuvante. O sucesso fez o filme chegar às locadoras do Rio Grande do Sul antes mesmo de ir para as telas das salas de cinema.

## Recepção
Artur Xexéo, do Jornal do Brasil, chama o filme de "uma história simplezinha, muito bem contada, com um elenco eficiente, uma produção profissional e que durante sua projeção conquista irresistivelmente a simpatia do espectador". O jornalista destaca a atuação de Flávia Monteiro, dizendo que ela aparece "surpreendentemente amadurecida".
Usando o filme como exemplo, o Jornal do Brasil publicou uma matéria sobre o "tabu" de relacionamentos entre pessoas de diferentes gerações. A publicação lembrou que o próprio ator do filme, Reginaldo Faria relutava em ser fotografado com a então namorada Roseclair Ventura, de 18 anos.
Paulo Sérgio Rosa, do jornal O Pioneiro, chama o filme de "despretensioso", embora admita que seja um "assunto delicado". Segundo a análise, o filme traz "um ótimo enredo", mas "que deixa a impressão de ter sido perdido. Inúmeros ganchos, várias opções de questionamentos desperdiçadas, mas que não invalidam a opção de assisti-lo". Ele destaca a atuação de Reginaldo Faria e "os momentos de sensualidade com a ninfeta Flávia Monteiro", apelidando-a de "pretty baby nacional".
José Haroldo Pereira, da Revista Manchete, elogia a atuação de Flávia Monteiro, chamando-a de "uma graça de ninfeta e uma revelação de atriz", destacando a sua espontaneidade na tela. Porém, ele lamenta o trabalho do diretor, dizendo que o trabalho dá "mais a impressão de um descompromissado projeto de férias".

## Repercussão posterior
Ao longo dos anos, o filme causou controvérsia por se tratar de um relacionamento entre um homem maduro e uma adolescente de 14 anos. Em 2005, o longa foi relançado para DVD. Ao ser perguntada sobre o filme, Flávia disse que uma história como essa não iria causar polêmica se fosse filmada naquele ano.
| “                          | Hoje em dia, o filme não faria mais barulho ao mostrar o amor entre um homem e uma menina (...) O impacto não seria o mesmo. As coisas estão mais liberadas, minha prima de 14 anos não é como eu era | ” |
| — Flávia Monteiro, em 2005 | |   |

Em 2020, Flávia abriu uma rodada de perguntas em seu perfil pessoal nas redes sociais e foi questionada sobre o "A Menina do Lado". Ela afirmou que não foi rechaçada na época e que o longa fez "um sucesso absurdo". A atriz lembrou que o único problema foi com a escola, já que estudava no Colégio Marista, uma instituição católica, e o padre responsável veio da Itália para o Rio de Janeiro debater a questão:
| “                          | O mais maravilhoso é que o senhorzinho de 80 anos veio, me falou que eu era muito boa aluna e que não interessava o que eu fazia fora do colégio | ” |
| — Flávia Monteiro, em 2020 | |   |

Flávia relembrou a repercussão do filme em 2023, em entrevista ao podcast "Papagaio Falante", de Sergio Mallandro e Renato Rabelo. Ela disse que as mães dos outros alunos do colégio a quiseram expulsá-la e recontou a história do padre responsável pela instituição. A atriz lembrou que a personagem era uma garota emancipada cujo comportamento não era de uma menina.

## Prêmios e indicações
Festival de Gramado 1988 (Brasil)
- Recebeu dois Kikitos nas categorias Melhor Ator (Reginaldo Faria) e Melhor Atriz Coadjuvante (Flávia Monteiro)
- Indicado na categoria Melhor Filme.

Festival de Natal (Brasil)
- Recebeu dois prêmios nas categorias Melhor Roteiro e Melhor Trilha Sonora.